# Zvolenská kotlina

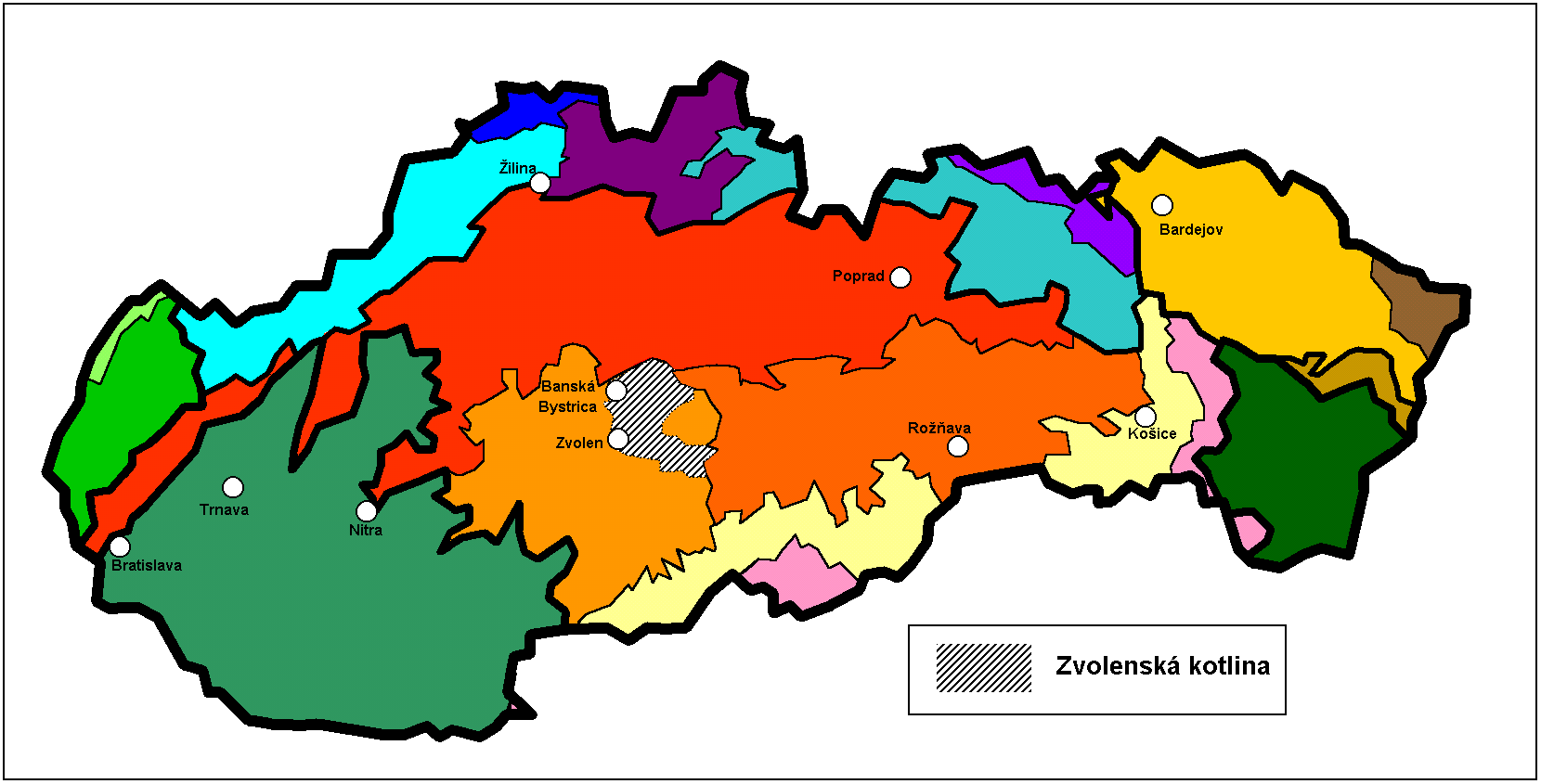
Zvolenská kotlina innerhalb der Geomorphologischen Einteilung der Slowakei

Die Zvolenská kotlina, deutsch Altsohler Becken, ist eine in der mittleren Slowakei gelegene Senke, die als geomorphologische Einheit zum Slowakischen Mittelgebirge gerechnet wird. Damit ist sie gleichzeitig Teil der Inneren Westkarpaten. Nur wenige Abschnitte des Kessels – so z. B. die Umgebung des Flusses Hron bei Sliač – entsprechen einer Ebene im eigentlichen Sinne. Der flächenmäßig größte Anteil wird von Berg- und Hügelland eingenommen. Die Region ist geprägt von Wiesen und Laubwäldern.
Begrenzt wird die Senke 
- im Norden vom Bergland Starohorské vrchy,
- im Osten vom Slowakischen Erzgebirge mit dem Teilgebirge Veporské vrchy sowie vom vulkanischen Gebirge Poľana,
- im Südosten vom Bergland Ostrôžky,
- im Südwesten vom Javorie-Gebirge und
- im Westen von den Kremnitzer Bergen (Kremnické vrchy).

Die Zvolenská kotlina wird in 9 Einheiten unterteilt:
- Bystrické podolie – etwa dem Tal des Flusses Hron zwischen Slovenská  Ľupča und Banská Bystrica entsprechend
- Sliačska kotlina – Tal des Flusses Hron zwischen Banská Bystrica und Zvolen
- Slatinská kotlina – Ebene nördlich der Gemeinde Zvolenská Slatina
- Povraznícka brázda – Senke im Osten der Region
- Detvianska kotlina – Senke um die Stadt Detva
- Bystrická vrchovina – Hügelland östlich von Banská Bystrica
- Ponická vrchovina – Hügelkette südlich de Gemeinde Poniky
- Zvolenská pahorkatina  – Hügelland nordöstlich von Zvolen
- Rohy – Hügelland westlich von Detva

## Einige Ortschaften in der Region

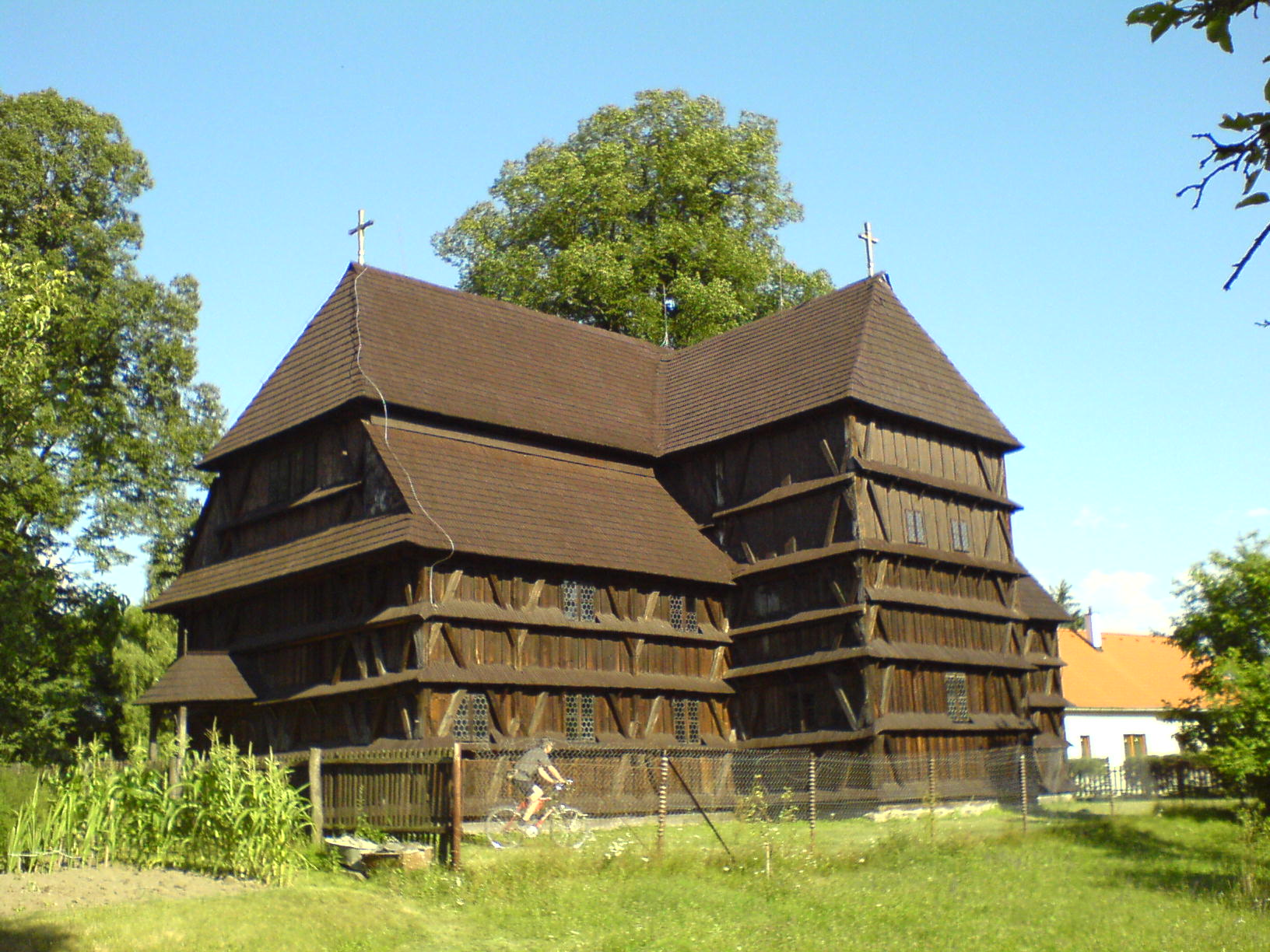
Holzkirche in Hronsek

- Banská Bystrica
- Zvolen
- Detva
- Sliač
- Ľubietová
- Očová

## Sehenswürdigkeiten
- Historische Stadtkerne von Zvolen und Banská Bystrica
- Burgruinen in Dolná Mičiná (16. Jahrhundert), Vígľaš (14. Jahrhundert) und Slovenská  Ľupča (13. Jahrhundert)
- Thermalquellen in Sliač
- Holzkirchen in Čerin und Hronsek

Koordinaten: 48° 40′ 0″ N, 19° 10′ 0″ O